# Характеристическая скорость орбитального манёвра
Характеристи́ческая ско́рость орбита́льного манёвра — в астродинамике и ракетодинамике изменение скорости космического аппарата, которое необходимо для выполнения орбитального манёвра (изменения траектории). Является скаляром и имеет размерность скорости. Обозначается в формулах как Δv (дельта-v; произносится как де́льта-вэ́). В случае реактивного двигателя изменение скорости достигается путём выброса рабочего тела для производства реактивной тяги, которая и ускоряет корабль в космосе.
Сумма́рная характеристи́ческая ско́рость — сумма характеристических скоростей всех манёвров, необходимых для поддержания работоспособности космического аппарата или системы (орбитальной группировки) на протяжении всего периода эксплуатации.

## Определение
{\displaystyle \Delta {v}=\int _{t_{0}}^{t_{1}}{\frac {\left|T\right|}{m}}\,dt}
где
T — мгновенная тяга двигателя,
m — мгновенная масса корабля.

## Особые случаи
При отсутствии внешних сил (вакуум, гравитация небесных тел пренебрежимо мала, электромагнитные поля слабы):
{\displaystyle \Delta {v}=\int _{t_{0}}^{t_{1}}{\left|a\right|}\,dt,}
где a — ускорение. Когда тяга приложена в постоянном направлении (без рысканья и тангажа), уравнение упрощается до
{\displaystyle \Delta {v}=\left|{v}_{1}-{v}_{0}\right|,}
то есть просто до изменения скорости (относительно точки отчета в инерционной системе).

## Орбитальные манёвры
Орбитальные манёвры, как правило, выполняются выбросом из ракетного двигателя рабочего тела (газов) для создания противосилы, действующей на корабль. Значение этой силы равно
{\displaystyle F=V_{\text{и}}\ {\dot {m}},}
где
Vи — скорость истечения газа (рабочего тела),
 — массовый расход рабочего тела.
Ускорение (производная от скорости) {\displaystyle {\dot {v}}} корабля, вызванное этой силой, равно
{\displaystyle {\dot {v}}={\frac {F}{m}}=V_{\text{и}}{\frac {\dot {m}}{m}},}
где m — масса корабля.
Меняя переменную уравнения с времени t на массу корабля m, получаем:
{\displaystyle \Delta {v}=-\int _{m_{0}}^{m_{1}}{V_{\text{и}}{\frac {dm}{m}}}.}
Если считать скорость истечения газа Vи постоянной и не зависящей от остатков топлива, времени работы двигателя, это уравнение интегрируется в форму
{\displaystyle \Delta {v}=V_{\text{и}}\ \ln \left({\frac {m_{0}}{m_{1}}}\right),}
которая и есть формула Циолковского.
Если, к примеру, 25 % начальной массы корабля — это топливо со скоростью истечения газов {\displaystyle V_{\text{и}}} в районе 2100 м/с (обычное значение для гидразина), то достижимое для корабля полное изменение скорости равно:
{\displaystyle \Delta {v}=2100\ \ln \left({\frac {1}{0{,}75}}\right)\,} м/с = 604 м/с.
Все приведённые формулы хорошо сходятся с реальностью для импульсных манёвров, характерных для химических реактивных двигателей (то есть с реакцией окисления горючего). Но для двигателей с малой тягой (например, ионных двигателей), а также двигателей, использующих электрические поля, солнечный ветер и т. п., эти упрощенные расчеты менее точны, особенно если периоды работы двигателей (создания тяги) превышают несколько часов.
Также для химических двигателей с большой тягой действует эффект Оберта — включение ракетного двигателя при движении с высокой скоростью создаёт больше полезной энергии, чем такой же ракетный двигатель при медленной скорости. При движении с высокой скоростью топливо имеет больше кинетической энергии (она может даже превысить потенциальную химическую энергию), и эта энергия может использоваться для получения большей механической мощности.

## Дельта-v для разных целей

### Выход на земную орбиту
Запуск на низкую околоземную орбиту (НОО) с поверхности Земли требует дельта-v около 7,8 км/с плюс от 1,5 до 2,0 км/с, затрачиваемых на преодоление сопротивления атмосферы, гравитационные потери и манёвры по тангажу. Надо учитывать, что при запуске с поверхности Земли в восточном направлении к скорости ракеты-носителя добавляется от 0 (на полюсах) до 0,4651 км/с (на экваторе) скорости вращения Земли, а при старте в западном направлении (на ретроградную орбиту) скорость ракеты при старте уменьшается на ту же величину, что приводит к уменьшению полезной нагрузки ракеты-носителя (как у израильской ракеты «Шавит»).

### Орбитальные процедуры
| Манёвр                                                | Манёвр                                               | Требуемая Δv за год [м/с] | Требуемая Δv за год [м/с] |
| Манёвр                                                | Манёвр                                               | Средняя                   | Макс.                     |
| ----------------------------------------------------- | ---------------------------------------------------- | ------------------------- | ------------------------- |
| Компенсация сопротивления атмосферы на высоте орбиты… | 400—500 км                                           | < 25                      | < 100                     |
| Компенсация сопротивления атмосферы на высоте орбиты… | 500—600 км                                           | < 5                       | < 25                      |
| Компенсация сопротивления атмосферы на высоте орбиты… | > 600 км                                             |                           | < 7.5                     |
| Контроль положения аппарата (по трём осям) на орбите  | Контроль положения аппарата (по трём осям) на орбите | 2—6                       |                           |
| Удержание аппарата в орбитальной позиции на ГСО       | Удержание аппарата в орбитальной позиции на ГСО      | 50—55                     |                           |
| Удержание аппарата в точках Лагранжа L1/L2            | Удержание аппарата в точках Лагранжа L1/L2           | 30—100                    |                           |
| Удержание аппарата на окололунной орбите              | Удержание аппарата на окололунной орбите             | 0—400                     |                           |

### Космические перелёты
Все скорости в таблице ниже указаны в км/с. Диапазоны скоростей указаны, так как Δv вывода на орбиту зависит от места запуска на поверхности Земли и параметров переходных орбит.
| Δv [км/с] от (ниже) и к:              | НОО (наклонение 28°) | НОО (экваториальная) | ГСО       | Точка Лагранжа L1 | Точка Лагранжа L2 | Точки Лагранжа L4 и L5 | Орбита Луны | Поверхность Луны | Вторая космическая скорость |
| ------------------------------------- | -------------------- | -------------------- | --------- | ----------------- | ----------------- | ---------------------- | ----------- | ---------------- | --------------------------- |
| Поверхность Земли                     | 9,3—10,0             | 9,3—10,0             | 13,2—18,2 |                   |                   |                        |             |                  | 13,9—15,6                   |
| НОО Земли, 28°                        | X                    | 4,24                 | 4,33      | 3,77              | 3,43              | 3,97                   | 4,04        | 5,93             | 3,22                        |
| НОО Земли, экватор                    | 4,24                 | X                    | 3,90      | 3,77              | 3,43              | 3,99                   | 4,04        | 5,93             | 3,22                        |
| ГСО                                   | 2,06                 | 1,63                 | X         | 1,38              | 1,47              | 1,71                   | 2,05        | 3,92             | 1,30                        |
| Точка Лагранжа L1                     | 0,77                 | 0,77                 | 1,38      | X                 | 0,14              | 0,33                   | 0,64        | 2,52             | 0,14                        |
| Точка Лагранжа L2                     | 0,33                 | 0,33                 | 1,47      | 0,14              | X                 | 0,34                   | 0,64        | 2,52             | 0,14                        |
| Точки Лагранжа L4 и L5                | 0,84                 | 0,98                 | 1,71      | 0,33              | 0,34              | X                      | 0,98        | 2,58             | 0,43                        |
| Низкая орбита Луны (LLO)              | 1,31                 | 1,31                 | 2,05      | 0,64              | 0,65              | 0,98                   | X           | 1,87             | 1,40                        |
| Поверхность Луны                      | 2,74                 | 2,74                 | 3,92      | 2,52              | 2,53              | 2,58                   | 1,87        | X                | 2,80                        |
| Вторая космическая скорость для Земли |                      | 2,9                  | 1,30      | 0,14              | 0,14              | 0,43                   | 1,40        | 2,80             | X                           |